# 阿帕契AH MK1直昇機
阿帕契AH MK1（Apache AH MK1）是一款由英國陸軍所操作的重型攻擊直昇機，是以美國的AH-64D「長弓阿帕契」（Apache Longbow）為開發基礎所授權生產的英國版本。阿帕契AH MK1一共生產了67架，其中最初的8架是由AH-64的原始生產商波音製造，之後的59架則是授權給英國的直昇機製造商韋斯特蘭（Westland，奧古斯塔－韋斯特蘭的前身之一，後者又由李奧納多集團合併），利用波音方面所提供的原廠零件包，在位於約維爾（Yeovil）的組裝線生產。
開發時原始代號WAH-64，但之後由英國國防部正式授予阿帕契AH MK1編號（又常縮寫成Apache AH1）的這款直昇機，與其美國版本之間最主要的差異在於更換了英製的勞斯萊斯Turbomeca RTM322型渦輪軸發動機，除此之外也配合英國方面的需要對機上的航電系統進行了修改，並改成可收折式的旋翼，以便讓其能在英國海軍的直昇機航空母艦上操作。
2015年由美國批准升級案，將其中50架「阿帕契AH1」升級至AH-64E標準。相關升級由波音原廠執行，因此英軍將「阿帕契AH1」的旋翼拆卸後，以皇家空軍（RAF）的C-17運輸機運至美國波音工廠，完工後再運回英國陸軍「阿帕契大本營」：格蘭薩福克郡的瓦提夏罕陸軍航空基地。根據美國安合局（DSCA）2015年公布資料，英軍將採購53套AH-64E用航電、雷達與感測器，以及110具奇異T-700-GE-701D發動機，取代「阿帕契AH1」原本的勞斯萊斯RTM 322。

## 流行文化
世界大戰：入侵日

## 外部連結
- （英文）官方產品介紹 （页面存档备份，存于）（李奧納多集團）